# Alfred Bowerman
Alfred James Bowerman (Egyesült Királyság, Somerset, Broomfield, 1873. november 22. – Ausztrália, Queensland, Brisbane, 1947. július 20.) olimpiai bajnok brit krikettjátékos.
Az 1900. évi nyári olimpiai játékokon, Párizsban játszott a brit kirikettcsapatban, ami a Devon and Somerset Wanderers volt. Ez volt az egyetlen olimpia eddig, amin a krikett szerepelt. Csak két csapat indult a krikettversenyen, a brit és a francia. A britek nyertek.